# Cambio climático en Argelia
El cambio climático en Argelia tiene efectos de gran alcance en el país. Argelia no ha contribuido de forma significativa al cambio climático, pero, al igual que otros países de la región de Mena, se espera que esté en primera línea de los impactos del cambio climático. Debido a que gran parte del país se encuentra en geografías ya calurosas y áridas, incluyendo parte del Sahara, se espera que empeoren los ya fuertes problemas de calor y de acceso a los recursos hídricos. Ya en 2014, los científicos atribuían las olas de calor extremas al cambio climático en Argelia. Argelia ocupó el puesto 46 de los países en el Índice de Desempeño del Cambio Climático 2020.

## Emisiones de gases de efecto invernadero

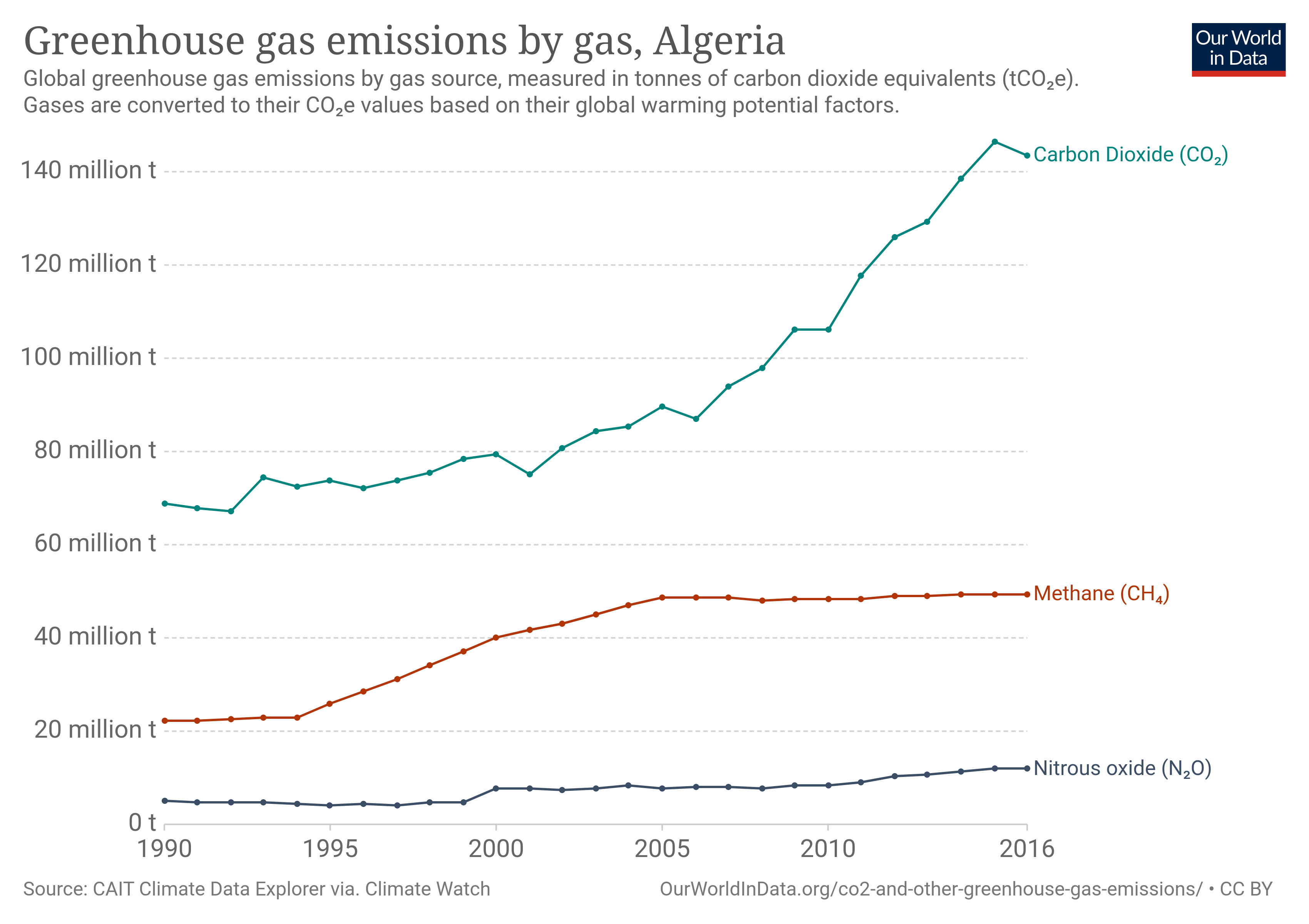
Emisión de gases de efecto invernadero en Argelia entre 1990 y 2016

Argelia es un país poco emisor de dióxido de carbono: en 2008 producía 4.1 toneladas per cápita, menos que la media mundial de la época. En ese momento el 74% de sus emisiones procedían de la producción de energía.

## Impactos en el entorno natural

### Recursos hídricos
Según el Banco Mundial, Argelia es un país con escasez de agua. Además, las aguas subterráneas ya están sobreexplotadas.

## Impacto en las personas

### Impactos económicos

#### Agricultura
Las tierras agrícolas y el agua ya están bajo presión tanto por la actividad humana como por la desertificación, la erosión y la pérdida de vegetación. Se preveé que el cambio climático acelere este proceso, debilitando el suelo y la biodiversidad de las tierras de cultivo. Se espera que todos los sectores de la agricultura del país se vean afectados: por ejemplo, el pastoreo a pequeña escala, que es una forma común de agricultura, resulta cada vez más caro, ya que los pastores tienen que cavar pozos y comprar pienso, en lugar de utilizar el pastoreo.

## Mitigación y adaptación

### Políticas y legislación
La estrategia inicial desarrollada por Argelia, a partir de 2013, se centró en cuatro áreas: el fortalecimiento institucional, la adaptación al cambio climático, la mitigación de las emisiones de GEI y el desarrollo de la capacidad humana.
Argelia cumplió su compromiso con el Protocolo de Kioto y ha ratificado la Convención Marco de las Naciones Unidas sobre el Cambio Climático. Sin embargo, el Índice de Desempeño del Cambio Climático de 2020 calificó su enfoque político como insuficiente para alcanzar el objetivo de 2 °C.